# Monte Ainos
Ainos ou Enos (grego:  Όρος Αίνος, em italiano:  Monte Nero ou Montagna Nera) é a montanha mais alta da ilha de Cefalónia, na Grécia, com 1628 m de altitude e proeminência. Trata-se de um pequeno maciço montanhoso, prologamento da cadeia montanhosa dos montes Pindo, que começa na Sérvia e atravessa a Albânia. O cume designa-se Megas Sorós (Μέγας Σωρός, Grande Cume).
O parque nacional do monte Aonos, criado em 1962, compreende as linhas de cumeada da miontanha. A área protegida está coberta de abeto-grego (Abies cephalonica) e de pinheiro-larício (Pinus nigra). Os bosques de pinheiro situam-se entre 700 e 1200 m. Não há estâncias de esqui nesta montanha. Há cavernas na parte norte.
O Ainos tem 10 km de comprimento e forma a espinha dorsal da ilha na direção sudeste/noroeste. O monte Roudi é o prolongamento do Ainos para noroeste, e o seu cume, pico Youtari, tem 1125 m de altitude.
As vertentes sul e sudoeste são escarpadas, enquanto as outras têm declives menos abruptos.
Em dias de céu limpo pode-se ver o Peloponeso e a Etólia, e também as ilhas Zacinto, Lêucade e Ítaca.